# Free 60
Free60 è il successore del progetto Xbox Linux che punta a rendere installabili Linux, BSD, o Darwin sulla nuova Xbox 360 utilizzando un software o un hardware "modificato". L'Xbox 360 usa la crittazione hardware e non esegue codice non firmato. Questo significa che per eseguire Linux è necessario un softmod o un modchip. Non ci sono attualmente metodi conosciuti per effettuare l'operazione di modifica.